# ティトゥス・リウィウス

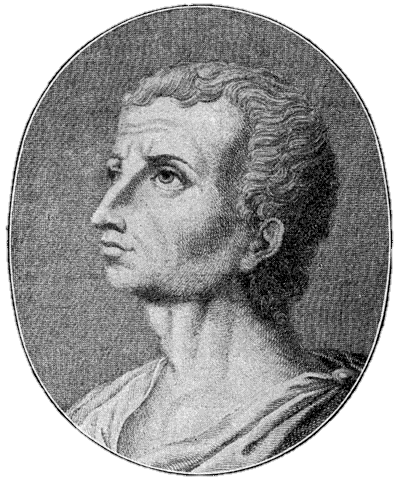
ティトゥス・リウィウス（想像上の肖像）

ティトゥス・リウィウス（Titus Livius, 紀元前59年頃 - 17年）は、共和政末期、帝政初期の古代ローマの歴史家。単にリウィウスと呼ばれることが多い。アウグストゥスの庇護の下に『ローマ建国史』を著した。

## 出生と業績
リウィウスは、パタウィウム（現在のイタリア・パドヴァ）において生まれた。結婚しており少なくとも2人の子供がいた。没したのもパタウィウムであり、一部の記録では死んだのは11年または16年-17年であるとされる。
リウィウスの企図の規模と巨大さはその最も著名な作品『ローマ建国史 (Ab Urbe Condita)』の直訳したタイトル『都市の創設から』にも表れている。リウィウスは著述において新たなコンスルの選出を告げるために物語をしばしば中断させているが、このような年代記と物語を足し合わせたような書き方はローマ人が歴史著述を行う際にしばしば用いる方法であった。リウィウスは紀元前387年のガリア人によるローマの破壊によって生じた史料の不足が自身の仕事を困難にしたと嘆いている。
リウィウスは、アウグストゥスの治世に作品の大部分を書いたが、彼自身は共和政への強い愛着を抱いており再び共和政へローマが復帰することを望んでいたとされる。ただしこの点については、共和政の終焉及びアウグストゥスの政権掌握までを記したはずの後半部分の巻が失われているため、争点もある。確かにリウィウスは新しい政体の価値には疑問を抱いていた。しかしかといって単に帝政か共和政かの一方を支持していたというような単純な立場ではなく、より複雑な立場にあったといえる。アウグストゥスはリウィウスを帝政への反対者とはみなしておらず、彼に自身の義理の孫にあたるクラウディウスの指導を委ねていた。リウィウスのクラウディウスへの影響は、のちに皇帝となって行った弁論にリウィウスのローマ史観が忠実に織り込まれていることからも明白である。
リウィウスの文体は、カエサルやキケロといった秀逸な書き手とは一線を画したものであり、詩的で古典的な文章であった。リウィウスはローマによるイタリアおよび地中海世界の征服についてローマ人の徳を強調するため、ローマ人に反抗する人々の視点から著述を行った。また詩的表現のため事実とフィクションの区別をそれほど行わなかった。このほか、過去の作家の記述も引用しているが、これらは過去の道徳的教訓として当時のローマ社会に資することを望んでのものであった。
リウィウスの業績は、142巻にもわたる膨大なものであったが、そのうち1巻から10巻までと21巻から45巻までの計35巻については現存している。1772年には、バチカン図書館で上書きされた写本（パリンプセスト）の下からおよそ1000語を含んだ第91巻が発見されている。また1900年ごろからエジプトでは、分量ははるかに少ないものの未知の断片を含むパピルス片が発見されている。最近のものでは1980年代に第11巻の40語ほどの断片が発掘されている。
リウィウスの業績は古代の時点で概要に要約にされており、1巻に要約されたものが現存している。またこの概要をさらに単なるリストにまで要約した Periochae と呼ばれるものも現存している。エジプトのオクシリンコス・パピルスからも、37巻から40巻までと48巻から55巻までの要約が発見されている。こうした要約から欠落している箇所についてある程度復元することができる。
リウィウスはピクトル、クァドリガリウス、アセッリオ、ウァレリウス・アンティアスといった年代史家を自身の典拠として使用している。対してアウレリウス・ウィクトル、カッシオドルス、エウトロピウス、フェストゥス、フロルス、グラニウス・リキニアヌス、パウルス・オロシウスなどはリウィウスの業績を参考にしている。ユリウス・オブセクエンスの『驚異の書』もリウィウスの抜粋を利用して書かれている。

### 受容
『ローマ建国史』は発表直後から賞賛を博した。この作品は全巻が書き終わる前から10巻単位で出版された。歴史の記述に文学表現を織り交ぜた作品は古代から中世そして現代に至るまで高い評価を受け続けている。ダンテ・アリギエーリは、リウィウスをその作品中で高く評価し、またフランスのフランソワ1世はリウィウスに関連した美術作品を依頼している。さらには初代ローマ皇帝が後継者の家庭教師に選んだという事実はリウィウスの偉大な作家であり賢人であるとの名声をさらに高めることになった。また、リウィウスの取り扱った主題がローマ史の論点を書こうとする際に使われたり、作品の全体や一部が教科書として使用されたりした。
ローマの成立と共和政初期を描いた最初の10巻と、第二次ポエニ戦争を主題とする第21巻から第30巻までの10巻は千数百年を経た現在でも多くの人々に愛されている。最初の10巻についてはこれを素材に、ルネサンス期のニッコロ・マキャヴェッリは、共和制政治についての書『ティトゥス・リウィウスの最初の十巻についての論考』を書き上げている。
リウィウスは韻文のウェルギリウスに対して散文でラテン文学の黄金期を代表する作家といえるだろう。

## 日本語訳
- リーウィウス 著、鈴木一州 訳『ローマ建国史（上）』岩波書店〈岩波文庫〉、2007年。ISBN 978-4003349014。第1巻から第5巻まで収録
- リウィウス 著、岩谷智 訳『ローマ建国以来の歴史1. 伝承から歴史へ(1)』京都大学学術出版会〈西洋古典叢書〉、2008年。ISBN 9784876981793。第1巻から第2巻まで収録（全14冊予定）
- リウィウス 著、岩谷智 訳『ローマ建国以来の歴史リウィウス2. 伝承から歴史へ(2)』京都大学学術出版会〈西洋古典叢書〉、2016年。ISBN 9784814000319。第3巻から第5巻まで収録
- リウィウス 著、毛利晶 訳『ローマ建国以来の歴史3. イタリア半島の征服(1)』京都大学学術出版会〈西洋古典叢書〉、2008年。ISBN 9784876981762。第6巻から第8巻(～第24章）まで収録
- リウィウス 著、毛利晶 訳『ローマ建国以来の歴史4. イタリア半島の征服(2)』京都大学学術出版会〈西洋古典叢書〉、2014年。ISBN 9784876982936。第8巻（第25章～）から第10巻まで収録
- リウィウス 著、安井萠 訳『ローマ建国以来の歴史5. ハンニバル戦争(1)』京都大学学術出版会〈西洋古典叢書〉、2014年。ISBN 9784876984848。第21巻から第22巻まで収録
- リウィウス 著、安井萠 訳『ローマ建国以来の歴史6. ハンニバル戦争(2)』京都大学学術出版会〈西洋古典叢書〉、2020年。ISBN 9784814002818。第23巻から第25巻まで収録
- リウィウス 著、砂田徹 訳『ローマ建国以来の歴史7. ハンニバル戦争(3)』京都大学学術出版会〈西洋古典叢書〉、2024年。ISBN 9784814005444。
- リウィウス 著、吉村忠典・小池和子 訳『ローマ建国以来の歴史9. 第二次マケドニア戦争、東方諸戦役(1)』京都大学学術出版会〈西洋古典叢書〉、2012年。ISBN 9784876981960。第31巻から第33巻まで収録

- リヴィウス『［抄訳］ローマ建国史（上）』北村良和訳、PHP研究所、2010年。第1巻から第5巻まで収録
- リヴィウス『［抄訳］ローマ建国史（下）』北村良和訳、PHP研究所、2010年。第21巻から第30巻まで収録
  - 旧版『ローマ史（1－6）』北村良和訳、秋田印刷製本、2002-2007年

## 参考文献

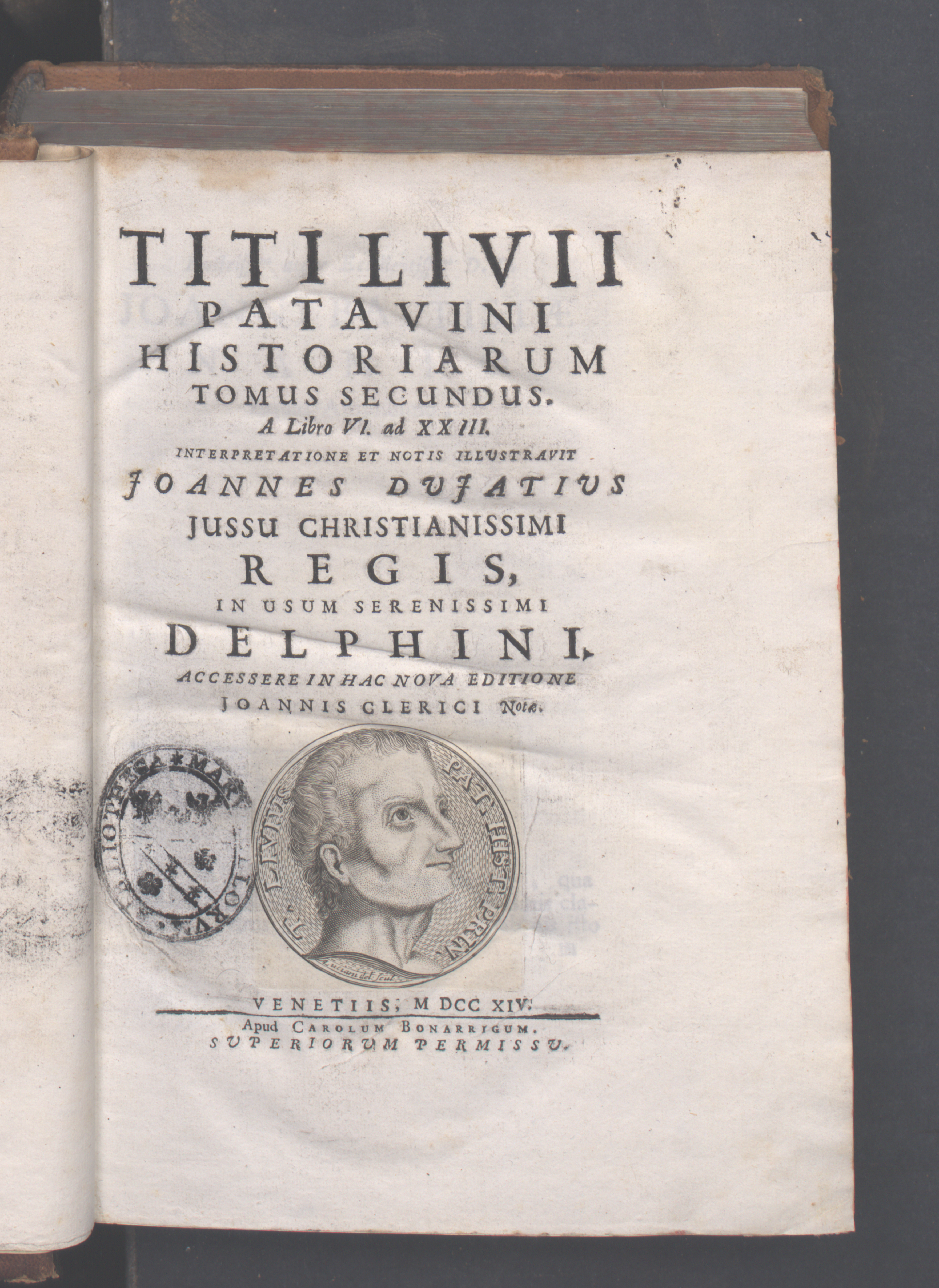
Ab Urbe condita, 1714